# بالینوواتس
بالینوواتس (به صربی: Balinovac) یک روستا در صربستان است که در پروکوپلیه واقع شده‌است. بالینوواتس ۲۱۷ نفر جمعیت دارد.